# Serres (Grécia)
Serres é uma cidade grega capital da unidade federal homônima em Macedónia. Ele está situada em uma planície fértil a uma altitude de cerca de 70 m, cerca de 24 km a nordeste do rio Struma e 69 km ao nordeste da capital da Macedónia, Salónica. As montanhas de Rhodope sobem para o norte e leste da cidade. A cidade é a capital da unidade regional de Serres e está situado no extremo oriental da Macedônia Central. Sua população municipal era 76 240 em 2011.

## Nome
O historiador grego Heródoto cita a cidade como Siris (Σίρις), no século V a.C. Teopompo refere-se à cidade como Sirra (Σίρρα). Mais tarde, ele é mencionado como Siras, no plural, pelo historiador romano Tito Lívio. Desde então, o nome da cidade manteve-se no plural e no século V, ele já estava na forma contemporânea como Serrae (Σέρραι). É conhecida como Ser em ambos macedónio eslavo e sérvio, enquanto que em búlgaro é conhecido como Syar (Сяр) ou Ser (Сер), que pode ser deduzida a partir da grafia antes de 1947 como 'Сѣръ', captando assim tanto o 'ya' e 'e' sons. A forma Katharevousa para o nome da cidade era Sérrai (Σέρραι). Era conhecido como Serez ou Siroz em turco.

## História

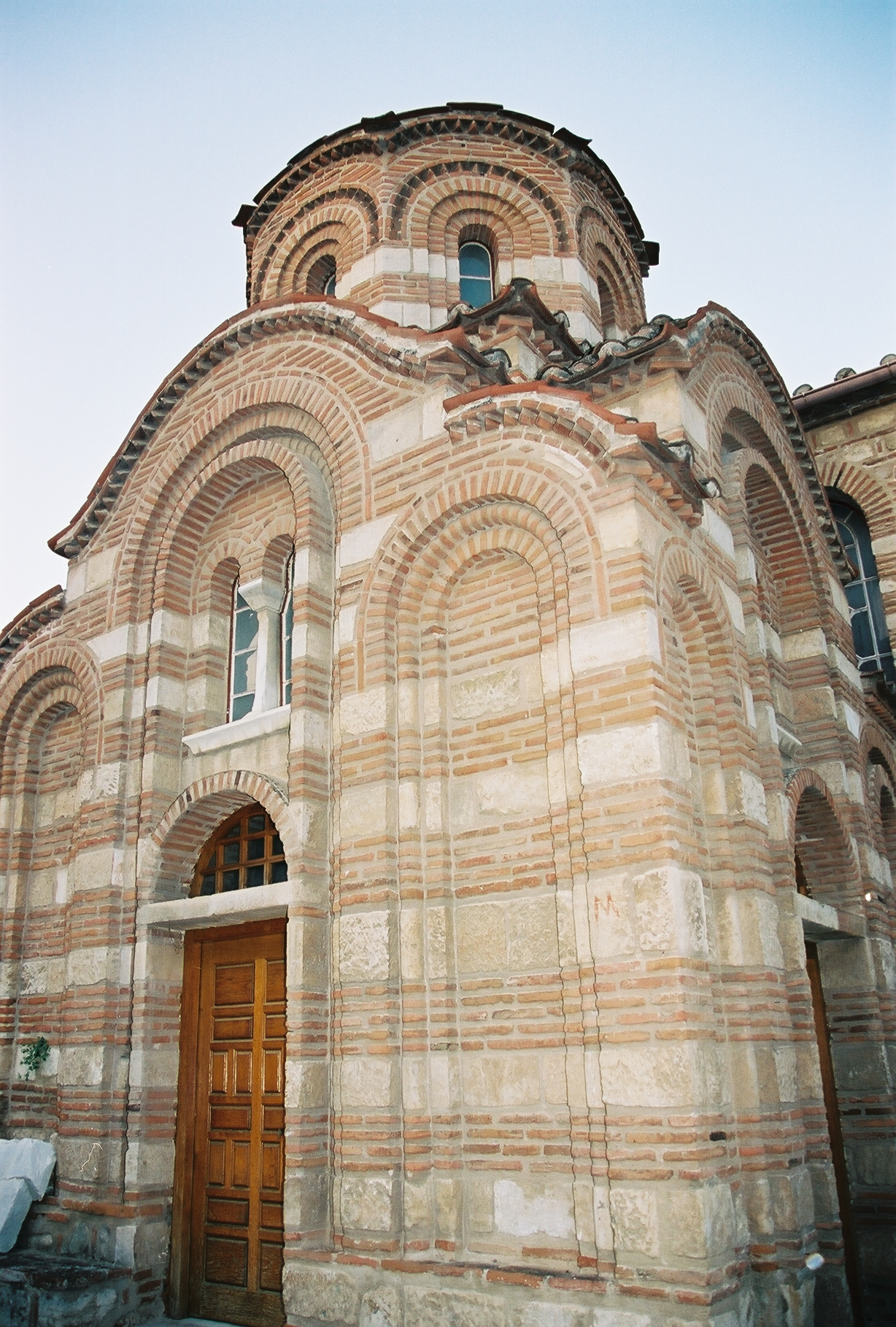
A capela da antiga catedral Santos Teodoros

Serres se tornou o local de uma importante fortaleza construída pelo Império Bizantino para proteger sua fronteira norte e a passagem estratégica de Rupel à Bulgária. Ela foi apreendida pelos búlgaros no século XV. Em 1196, na batalha de Serres, os bizantinos foram derrotados pelo imperador búlgaro João Asen I. Nove anos mais tarde, em 1205, o imperador búlgaro Joanitzes derrotou ali um exército do Império Latino e incorporou a cidade ao Império Búlgaro. Em 1256, ele foi capturado pelo Império de Niceia. Serres caiu à Sérvia em 1345 e tornou-se a capital de Estêvão Uresis IV, o rei sérvio. Estêvão ficou tão satisfeito com a captura da cidade, a terceira maior bizantina, que coroou-se imperador dos sérvios e gregos. Após sua morte, seu império caiu na anarquia, mas a imperatriz consorte Helena continuava a governar área de Serres em 1356. Em 1365, ela foi deposta pelo déspota Jovan Uglješa Mrnjavčević, que forjou um pequeno, mas poderoso, mini-Estado em Serres. Após a batalha de Maritsa, em 1371, os bizantinos retomaram Serres. 
Em 1383, porém, os otomanos a conquistaram. Serres se tornou um centro sanjaco na província de Rumélia entre 1383 e 1826, e depois do vilaiete de Salonica entre 1826 e 1912. No rescaldo da batalha de Lepanto, em 1571, as represálias turcas foram direcionadas às populações gregas que haviam mostrado simpatia. A cidade de Serres foi saqueada juntamente com sete outras igrejas, enquanto os títulos de terra e terrenos de propriedades do Mosteiro de São João Batista foram confiscados. 
No final do [século XVIII, Serres foi uma área de produção de algodão, exportando à Alemanha, França, Veneza e Livorno. O metropolita (bispo ortodoxo grego) Gabriel fundou em 1735 a Escola Grega de Serres, que dirigiu até 1745. A escola foi mantida por doações de ricos comerciantes gregos, entre eles Ioannes Constas de Viena, com 10 800 florins, e o banqueiro e líder trágico da revolução grega da Macedônia Emmanuel Pappas, que doou 1 000 moedas de prata turcas. A escola funcionou também no período da revolução grega sob Argyrios Paparizou de Siatista. No início do século XX, a cidade tornou-se um foco de agitação anti-Otomano, o que resultou na Revolta Ilinden-Preobrazhenie de 1903. Um exército búlgaro, comandado por Georgi Todorov, capturou Serres durante a Primeira Guerra Balcânica em 06 de novembro de 1912, mas foi forçado a se retirar por forças gregas comandadas por Constantino I, durante a Segunda Guerra dos Bálcãs em 11 de julho de 1913. Ela foi reocupada pela Bulgária em tanto na Primeira quanto na Segunda Guerra Mundial. Em 1943, sua população judaica foi deportada para Treblinka e dizimada.

## Conselho
Os Serres município foi formado em 2011 a reforma do governo local, a fusão das seguintes 6 municípios anteriores, que se tornaram unidades municipais:
- Ano Vrontou
- Kapetan Mitrousi
- Lefkonas Oreini
- Serres
- Skoutari

## Economia

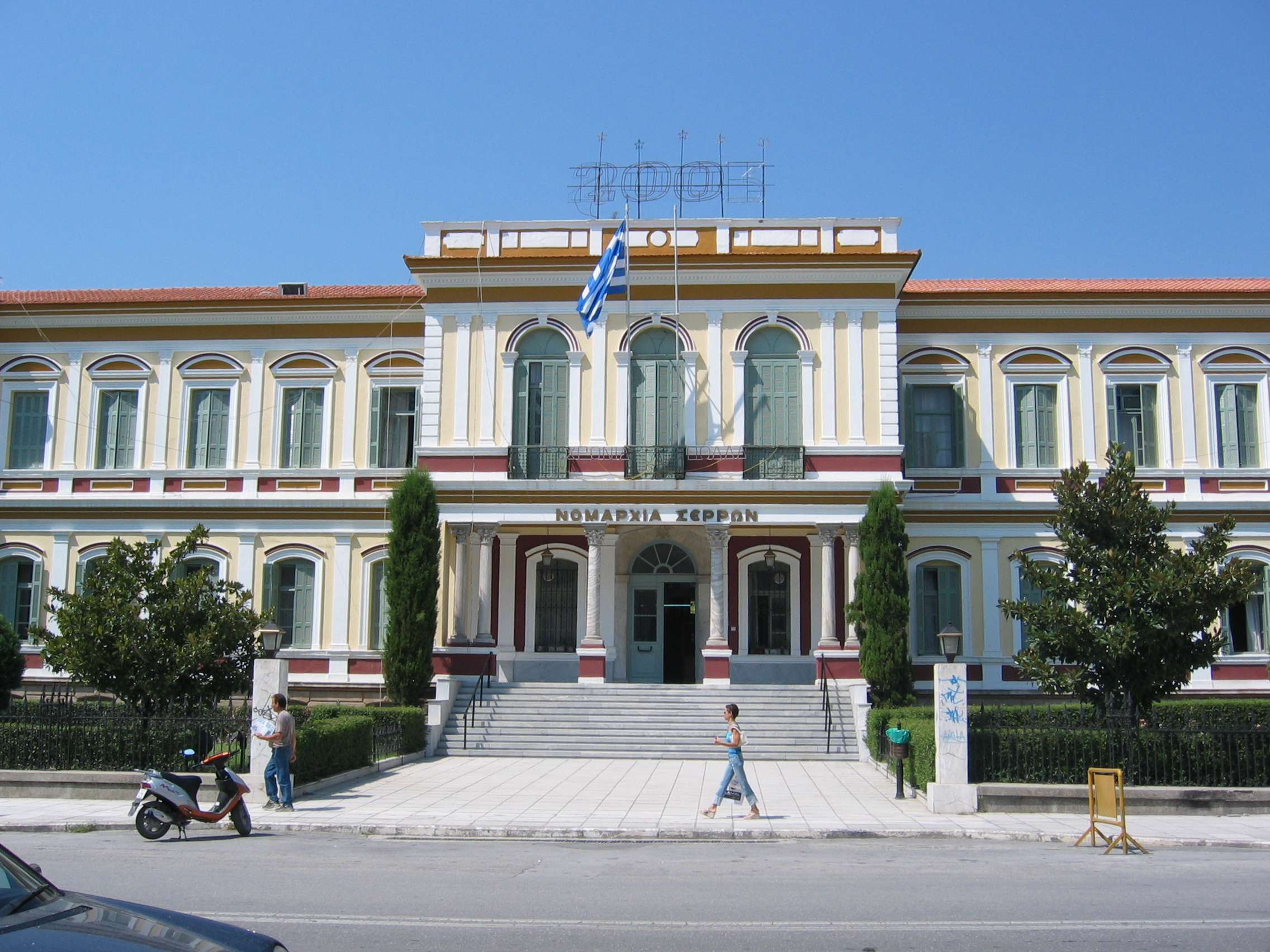
O edifício da prefeitura de Serres

Serres é a capital de um distrito essencialmente agrícola e é um importante centro de comércio de tabaco , grãos e gado . Após o desenvolvimento de uma área fabril patrocinado pelo governo no final do século XX, tornou-se também um centro à produção de têxteis e outros itens manufaturados.

## Marcos
A cidade tem florestas, parques, não grade estradas e praças. Serres se estende desde as ruínas do castelo até as colinas arborizadas do Koula. Na estrada para Koula colinas em Exochon (Exochi) Street, dois parques, um é o Agioi Anargyroi Parque fundada perto do centro da cidade. Casas noturnas e cafés são atrações populares, especialmente no verão.
- Teatro público regional (Δημοτικό Περιφερειακό Θέατρο / Dimotiko Perifereiako Theatro)

## Cozinha

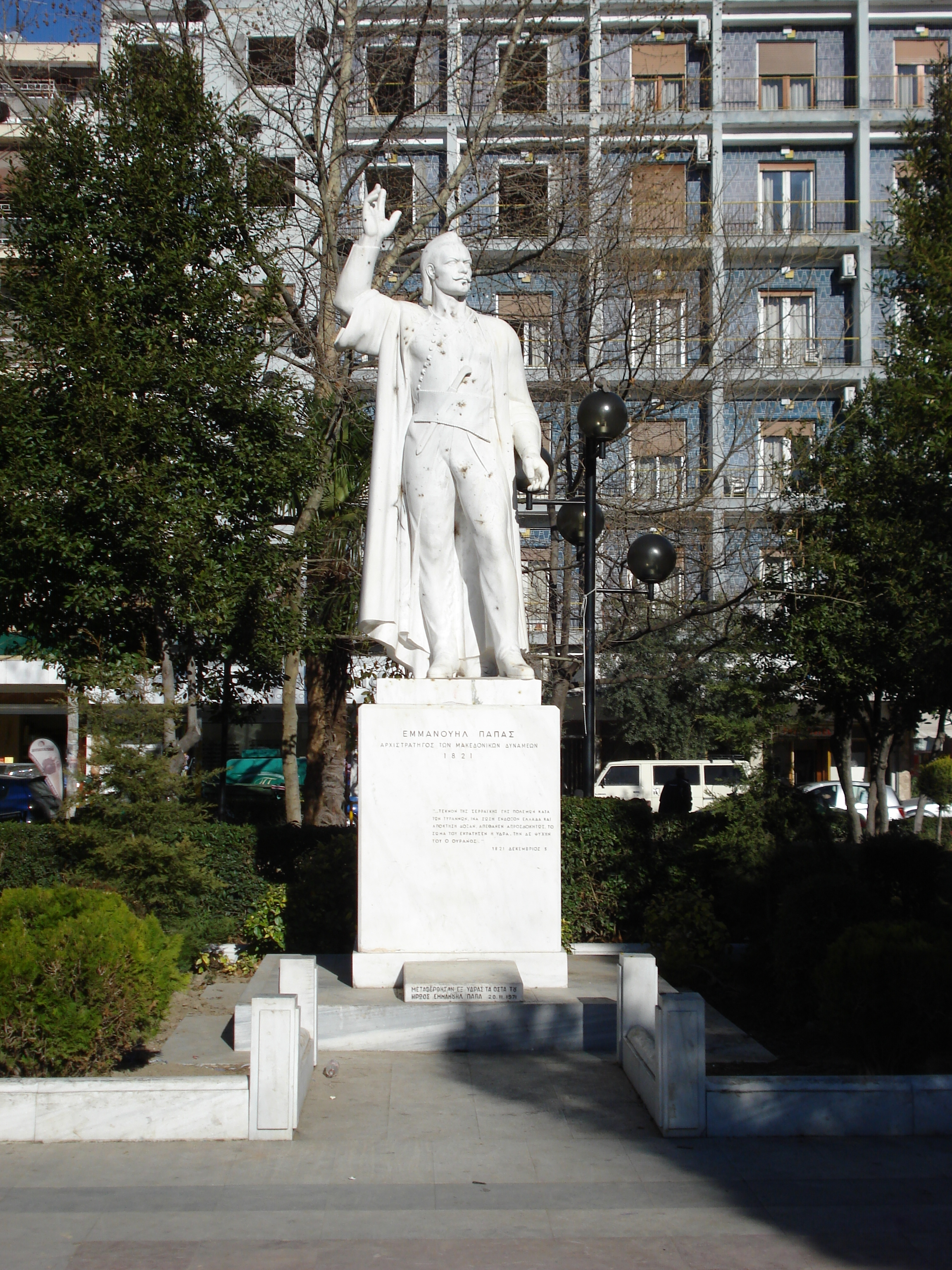
A estátua de Emmanouel Pappas

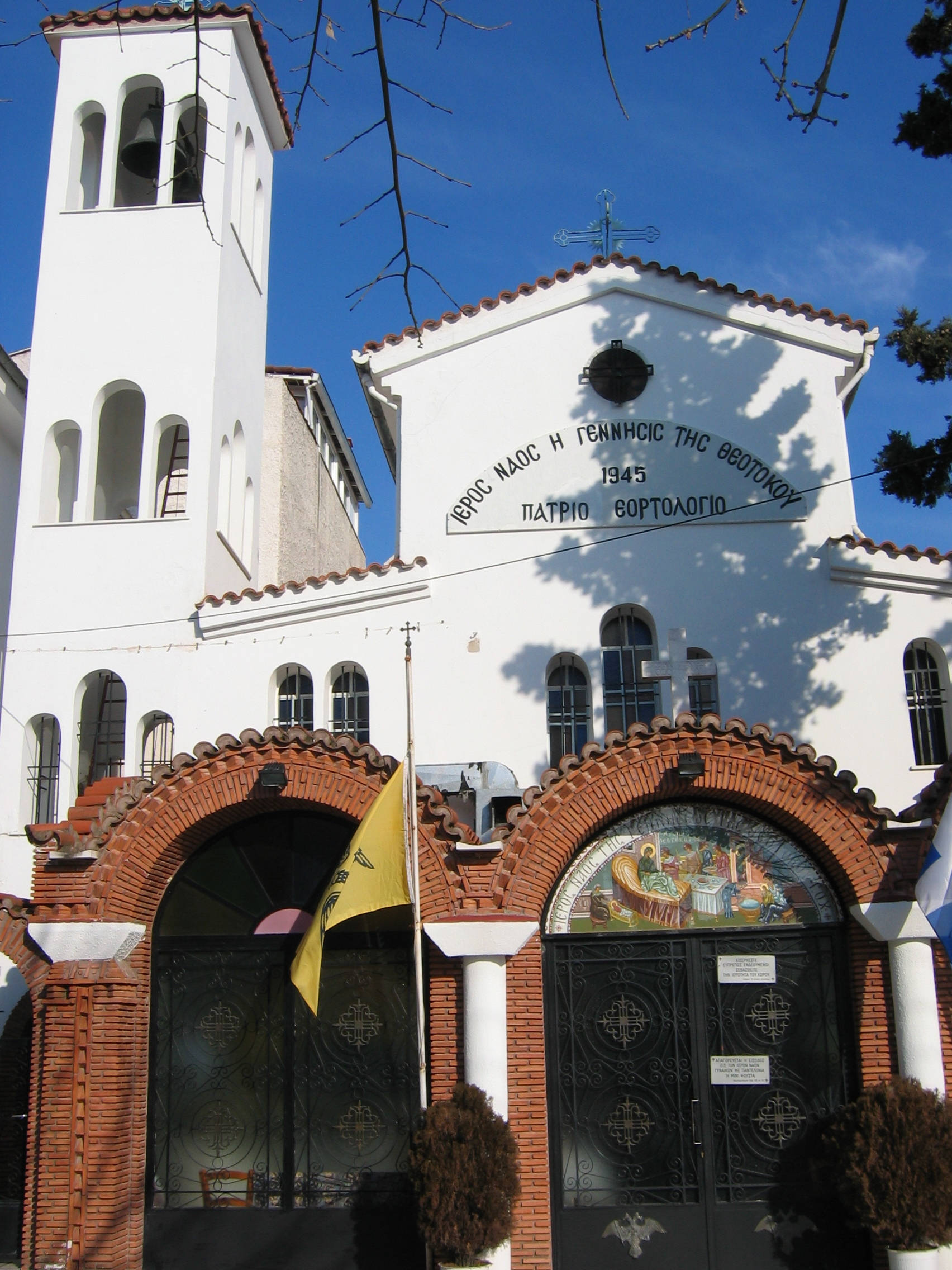
A igreja de Nascimento de Teótoco

Em Serres, giroscópios e souvlaki são formas padrão de cozinha grega servidas em muitos restaurantes e tabernas. Uma delicadeza que é verdadeiramente único à região é akanes, que é um tipo de prazer doces gourmet preparado de acordo com uma receita secreta desde o início do século XX pela família Roumbos. Alegadamente, Roumbos Aristeidis, o confeiteiro que inventou este doce, revelou a receita para um de seus estagiários fiéis, que então passou a estabelecer um negócio akanes rival. No entanto, a família Roumbos, até hoje, continua a produzir esta delícia em sua oficina singular, que é uma reminiscência de vida na década de 1950.

## Bairros
Katakonozi é um dos bairros mais prósperos da cidade, e atualmente está passando por um boom imobiliário.

## População
| Ano  | População |
| ---- | --------- |
| 1981 | 46,317    |
| 1991 | 49,830    |
| 2001 | 56,145    |
| 2011 | 76,240    |

## Ver Também
- Macedônia Oriental e Trácia
- Golfo Termaico
- Salonica

## Ligações Externas
- Informações sobre Seres (em inglês e grego)
- Página oficial de Serres (em grego)
- Prefecture of Serres (Greece) (em inglês)